# Marta Sandén
Marta Sandén, född 1946 i Dąbrowa Górnicza, Polen, bosatt i Sverige, är en svensk journalist, chefredaktör och expert evaluator för Europeiska Kommissionen.
Sandén var 1972–1982 reporter och filmkritiker på den polska tidningen Polityka(en).  Hon lämnade landet efter militärkuppen i december 1981. Efter studier i svenska och Informatik & Systemvetenskap vid Stockholms universitet arbetade hon från 1984 som reporter på tidningen Datavärlden. Hon har  även grundat och drivit tre livsstil & management-tidskrifter om IT & Internet: Decisions, Distans och Brainheart Magazine.
År 1996 blev hon rekryterad som informationssekreterare för regeringens IT-kommission, med kommunikationsminister Ines Uusmann som ordförande. Under tiden på Regeringskansliet grundade hon SeniorNet Sweden och var dess första generalsekreterare och har därefter i olika perioder ingått i styrelsen, senast 2021. Utöver SeniorNet Sweden har hon varit engagerad i styrelser för föreningar som Transfer, Friluftsfrämjandet, Mattecentrum och svenska Europarörelsen, samt som mentor för Handelshögskolans och Stockholms universitets kvinnliga alumni.
Marta Sandén är sedan 1993 återkommande expert evaluator för EU-kommissionen, vilket innebär projektutvärdering och utdelning av anslag från Kommissionens Direktorat General DG Connect och DG Research, till nationella företag och organisationer.